# جونيتشي ماسدا
جونيتشي ماسدا (増田順一 ماسدا جونيتشي) هو ملحن، مبرمج ومصمم ألعاب فيديو ياباني ولد في 12 يناير 1968 في يوكوهاما.

## أعماله في ألعاب الفيديو
- مينديل بالاس (مؤلف الموسيقى)
- يوشي (مؤلف الموسيقى)
- ماريو و واريو (مؤلف الموسيقى)
- بالسمان (مؤلف الموسيقى)
- سلسلة ألعاب بوكيمون
  - بوكيمون ريد/بلو (مؤلف الموسيقى، مبرمج)
  - بوكيمون يلو (مؤلف الموسيقى)
  - بوكيمون ستاديوم (مستشار)
  - بوكيمون غولد/سيلفر (مخرج مساعد، مؤلف الموسيقى، مصمم اللعبة، منسق النسخة الأمريكية)
  - بوكيمون كريستال (مؤلف الموسيقى)
  - بوكيمون روبي/سافاير (المخرج، مؤلف الموسيقى، مصمم اللعبة)
  - بوكيمون فاير ريد/ليف غرين (المخرج، مؤلف الموسيقى، مصمم اللعبة)
  - بوكيمون دياموند/بيرل (المخرج، مؤلف الموسيقى)
  - بوكيمون هارت غولد/سول سيلفر (المخرج، مؤلف الموسيقى)
  - بوكيمون بلاك/وايت (المخرج، المنتج, مؤلف الموسيقى)
  - بوكيمون بلاك 2/وايت 2 (المنتج)
  - بوكيمون إكس/واي (المخرج، المنتج, مؤلف الموسيقى)
  - بوكيمون أوميغا روبي/ألفا سافاير (مؤلف الموسيقى)
- بوشي سيريودين (مؤلف الموسيقى)
- دريل دوزر (المنتج)
- هارمونايت (المنتج الرئيسي)
- تمبو ذا باداس إيليفانت (المنتج الرئيسي)

## وصلات خارجية
- جونيتشي ماسدا على موقع IMDb (الإنجليزية)
- جونيتشي ماسدا على موقع ميوزك برينز (الإنجليزية)
- جونيتشي ماسدا على موقع ديسكوغز (الإنجليزية)
- جونيتشي ماسدا على موقع قاعدة بيانات الفيلم (الإنجليزية)
- جونيتشي ماسدا على موقع ANN person (الإنجليزية)